# جيني راناكر
جيني راناكر (بالإنجليزية: Jenny Runacre)‏ هي ممثلة جنوب أفريقية، ولدت في 18 أغسطس 1946 في جنوب أفريقيا.

## أعمال

### أفلام
- (1965) هروب حسان الطيرو
- (1990) الساحرات
- (1995) الاستعادة[2]

## وصلات خارجية
- جيني راناكر على موقع IMDb (الإنجليزية)
- جيني راناكر على موقع روتن توميتوز (الإنجليزية)
- جيني راناكر على موقع ألو سيني (الفرنسية)
- جيني راناكر على موقع أول موفي (الإنجليزية)
- جيني راناكر على موقع قاعدة بيانات الأفلام السويدية (السويدية)
- جيني راناكر على موقع قاعدة بيانات الفيلم (الإنجليزية)
- جيني راناكر على موقع كينوبويسك (الروسية)